# (36025) 1999 NY50
1999 NY50 (asteroide 36025) é um asteroide da cintura principal. Possui uma excentricidade de 0.16092930 e uma inclinação de 2.17899º.
Este asteroide foi descoberto no dia 14 de julho de 1999 por LINEAR em Socorro.